# Solleröloppet
Solleröloppet är en av svensk cykelsports mest klassiska endagarslopp och arrangeras av Sollerö IF. Tävlingen gick under många år runt Siljan och Orsasjön och i Skeerbackarna med mål på Sollerön. Loppet gick se senare åren inte runt Siljan (se även Siljan Runt) utan istället ofta i flera varv runt "SM-banan" vid Gesundaberget. Tävlingen har inte arrangerats sedan 2015. 

## Historik
1934 kördes det första Solleröloppet. Förutom 1940, då loppet ställdes in på grund av andra världskriget, har det arrangerats alla år sedan dess. Sedan 1972 finns även en damklass. Senare tillkom även ett antal olika junior- och tempoklasser (förutom det primära linjeloppet).

## Segrare herrklassen (seniorer)
- 1934 Herman Öhman Sollerö IF
- 1935 Gösta Björklund SK Fyrishof
- 1936 Herman Öhman Sollerö IF
- 1937 Martin Lundin CK Uni
- 1938 Ingvar Eriksson Hammarby IF
- 1939 Harry Jansson SK Fyrishof

(1940 Inställt på grund av kriget)
- 1941 Åke Seyffarth Hammarby IF
- 1942 Åke Seyffarth Hammarby IF
- 1943 ”Svängis” Johansson Hammarby IF
- 1944 ”Svängis” Johansson Hammarby IF
- 1945 Harry Jansson SK Fyrishof
- 1946 Harry Jansson SK Fyrishof
- 1947 ”Svängis” Johansson Hammarby IF
- 1948 Yngve Lund Bollnäs CK
- 1949 Ove Nordqvist Fredrikshofs IF

- 1950 Harry Larsson Södertälje CK
- 1951 Ove Nordqvist Fredrikshofs IF
- 1952 Yngve Lund Bollnäs CK
- 1953 Eluf Dalgaard Danmark
- 1954 Eluf Dalgaard Danmark
- 1955 Gösta Söderström Bollnäs CK
- 1956 Axel Ögren Skellefteå AIK
- 1957 Axel Ögren Skellefteå AIK
- 1958 Gunnar Göransson CK Antilopen
- 1959 Rune Nilsson CK Wano

- 1960 Osvald Johansson Djurgårdens IF
- 1961 Sven Uno Stensson CK Wano
- 1962 Paul Munther Upsala CK
- 1963 Gösta Pettersson, Vårgårda CK
- 1964 Sven Hamrin Härnösands CK
- 1965 Sven Hamrin Härnösands CK
- 1966 Thomas Pettersson Vårgårda CK
- 1967 Erik Pettersson Vårgårda CK
- 1968 Erik Pettersson Vårgårda CK
- 1969 Erik Pettersson Vårgårda CK

- 1970 Arve Haugen Norge
- 1971 Christer Lönnerby Harnäs IF
- 1972 Jupp Ripfel Stockholms CK
- 1973 Roine Grönlund, Västerviks CK
- 1974 Alf Segersäll, Fagersta CA
- 1975 Bernt Johansson Mariestadscyklisten
- 1976 Mats Mikiver IF Saab Linköping
- 1977 Lars Ericsson Trelleborgs cK
- 1978 Alf Segersäll IF Saab Linköping
- 1979 Magne Orre Norge

- 1980 Claes Svensson Falu CK
- 1981 Peter Jonsson, IK Ymer, Borås
- 1982 Ole Christian Silseth Norge
- 1983 Stefan Brykt Örebrocyklisterna
- 1984 Anders Adamsson CK Falken
- 1985 Allen Andersson Motala AIF
- 1986 Lars Wahlqvist Motala AIF
- 1987 Björn Johansson Alingsås CK
- 1988 Roul Fahlin PK Bankens CK
- 1989 Roul Fahlin PK Bankens CK

- 1990 Håkan Arvidsson Falköpings CK
- 1991 Johan Fagrell Motala AIF
- 1992 Glenn Magnusson Falköpings CK
- 1993 Anders Wickholm Upsala CK
- 1994 Michael Lafis Amore&Vita
- 1995 Klas Johansson CK Bure
- 1996 Michael Lafis Telecom
- 1997 Michael Lafis Örebrocyklisterna
- 1998 Vegard Österås Lied Norge
- 1999 Marcus Ljungqvist Falu CK

- 2000 Michael Lafis Upsala CK
- 2001 Marcus Ljungqvist Falu CK
- 2002 Gustaf Larsson CK Crescent
- 2003 Thomas Lövkvist Team Bianchi
- 2004 SM Petter Renäng Team Bianchi
- 2005 Marcus Ljungqvist Falu CK
- 2006 SM Thomas Lövkvist CK Cykelcity.se
- 2007 Petter Renäng CK Cykelcity.se
- 2008 Nicklas Axelsson CK ECI Champion Stockholm
- 2009 Michael Stevenson (Michael Stevenson står först i resultatlistan men delade segern med Christofer Stevenson) Team Capinordic – Cyclecomponents.com [3]

- 2010 SM Michael Stevensson Örebrocyklisterna
- 2011 SM Philip Lindau CK Cykelcity.se
- 2012 Magnus Darvell
- 2013 Christoffer Kvist Falu CK
- 2014 Christofer Stevenson Motala AIF CK
- 2015 Christofer Stevenson Motala AIF CK[4]

## Segrare damklassen (seniorer)
- 1972: Elisabet Höglund IK Ymer, Borås
- 1973: Ingen tävling
- 1974: Marja-Leena Huhtiniemi CK Stella, Dalsjöfors
- 1975: Meeri Bodelid Sidsjö-Böle IF, Sundsvall
- 1976: Marja-Leena Huhtiniemi CK Stella, Dalsjöfors
- 1977: Pia Prim CK Wano, Varberg
- 1978: Anna-Karin Johansson Örebrocyklisterna
- 1979: Marianne Berglund Skellefteå AIK

- 1980: Marianne Berglund Skellefteå AIK
- 1981: Pia Prim CK Stella, Dalsjöfors
- 1982: Marianne Berglund Örebrocyklisterna
- 1983: Kathrine Lundström Kl. Cyklisten, Malmö
- 1984: Marianne Berglund Örebrocyklisterna
- 1985: Paula Westher Kl. Cyklisten, Malmö
- 1986: Tuulikki Jahre Frölunda CK
- 1987: Susanne Håkansson Ramnäs CK
- 1988: Tuulikki Jahre Härnösands CK
- 1989: Susanne Sundell IFK Dannemora

- 1990: Marie Höljer Ramnäs CK
- 1991: Elisabeth Westman Ramnäs CK
- 1992: Marie Höljer Ramnäs CK
- 1993: Elisabeth Westman Ramnäs CK
- 1994: Madeleine Lindberg Västerås CK
- 1995: Madeleine Lindberg Västerås CK
- 1996: Madeleine Lindberg Västerås CK
- 1997: Susanne Ljungskog CK Bure
- 1998: Caroline Håkansson Team Lolland-Falster
- 1999: Madeleine Lindberg Borlänge CK

- 2000: SM Madeleine Lindberg Borlänge CK
- 2001: Maria Östergren Södertälje CK
- 2002: Maria Östergren Södertälje CK
- 2003: Monica Holler Laxå CK
- 2004: SM Susanne Ljungskog CK Thor-Ale
- 2005: Monica Holler Laxå CK
- 2006: SM Susanne Ljungskog Team Ale-Göteborg Velociped
- 2007: Sara Mustonen CK Valhall
- 2008: Camilla Larsson Fredrikshofs IF CK
- 2009: Jennie Stenerhag Alrikssons Cykel.se CK

- 2010: SM Emma Johansson Härnösands CK
- 2011: SM Emma Johansson Härnösands CK
- 2012 Inställt
- 2013 Jennie Stenerhag Falu CK
- 2014 Ida Erngren Fagersta[5]
- 2015 Ellinor Huusko Team Rytger